# TMG I
TMG I é o primeiro, e por enquanto único, álbum do supergrupo Tak Matsumoto Group. Foi lançado pelo selo Vermillion Records em 23 de junho de 2004. Eric Martin e Jack Blades foram os responsáveis pelas composições das letras, enquanto Tak Matsumoto, o guitarrista e fundador da banda, foi o responsável pela composição de todas as músicas. O álbum liderou a Oricon Albums Charts, vendendo mais de 90.000 cópias, enquanto o single "Oh Japan ~ Our Time Is Now ~" com 98.346 cópias, foi o 95º single mais vendido do ano no Japão.

## Faixas
- Todas as faixas foram compostas por Tak Matsumoto

| N.º            | Título                        | Letra                                    | Duração |  |
| 1.             | "Oh Japan ~Our Time Is Now~"  | Eric Martin, Jack Blades                 | 4:09    |  |
| 2.             | "Everything Passes Away"      | Jack Blades                              | 4:40    |  |
| 3.             | "Kings for a Day"             | Eric Martin, Andre Pessis, Tony Fanucchi | 3:37    |  |
| 4.             | "I Know You by Heart"         | Eric Martin, Jack Blades                 | 3:33    |  |
| 5.             | "I Wish You were Here"        | Jack Blades, Eric Martin                 | 4:19    |  |
| 6.             | "The Greatest Show on Earth"  | Eric Martin, Andre Pessis                | 3:03    |  |
| 7.             | "Signs of Life"               | Jack Blades                              | 3:50    |  |
| 8.             | "Red, White and Bullet Blues" | Eric Martin, Andre Pessis                | 4:53    |  |
| 9.             | "Trapped"                     | Eric Martin, Andre Pessis                | 3:38    |  |
| 10.            | "My Alibi"                    | Jack Blades                              | 3:08    |  |
| 11.            | "Wonderland"                  | Eric Martin, Andre Pessis                | 4:16    |  |
| 12.            | "Train, Train"                | Eric Martin, Andre Pessis                | 4:18    |  |
| 13.            | "Two of a Kind"               | Jack Blades                              | 5:42    |  |
| 14.            | "Never Good-Bye"              | Jack Blades                              | 5:02    |  |
| Duração total: | Duração total:                | Duração total:                           | 58:10   |  |

## Créditos
- Tak Matsumoto – Guitarras
- Eric Martin – Vocal principal
- Jack Blades – Baixo elétrico, Back-vocals
- Brian Tichy – Baterias (Faixas 01-09, 11, 14)
- Cindy Blackman - Baterias (Faixas 10, 12, 13)
- Akira Onozuka - Órgão (Faixa 13)
- Shinichiro Ohta - Refrão (Faixa 09)

## Desempenho nas Paradas Musicais
| Ano  | Parada Musical      | Desempenho | Ref.        |
| ---- | ------------------- | ---------- | ----------- |
| 2004 | Oricon Albums Chart | # 1        | [ 1 ] [ 2 ] |